# 沈福文
沈福文（1906年—2000年），男，福建诏安人，中国现代工艺美术教育家、漆器艺术家，曾任中国美术家协会理事、顾问。